# Leadwood (Missouri)
Leadwood est une ville du comté de Saint-François, dans le Missouri, aux États-Unis,. Située au centre-ouest du comté, elle est fondée en 1906 en tant que cité ouvrière de la St. Joe Minerals (en), une société minière. Elle est initialement baptisée Owl Creek. Elle est incorporée en 1964.

## Démographie
Lors du recensement de 2010, la ville comptait une population de 1 282 habitants. Elle est estimée, en 2016, à 1 184 habitants.

### Source de la traduction
- (en) Cet article est partiellement ou en totalité issu de l’article de Wikipédia en anglais intitulé « Leadwood, Missouri » (voir la liste des auteurs).